# Вишневецкий, Константин Кшиштоф
Константин Кшиштоф Вишневецкий (пол. Konstanty Krzysztof Wiśniowiecki, 1633—17 августа (или 26 августа) 1686) — князь, государственный и военный деятель Речи Посполитой, воевода подляский с 1673 года, брацлавский с 1677 года и белзский с 1678 года, староста осецкий.

## Биография
Представитель старшей линий княжеского рода Вишневецких герба Корибут, ведущих своё происхождение от князей Збаражских. Младший сын князя Януша Вишневецкого и Катаржины Евгении Тышкевич (пол.).
Участник русско-польской войны в 1660 году. Был организатором и покровителем панцирной кавалерии Речи Посполитой. Его хоругвь во второй половине XVII века участвовала в войнах Польши с Турцией и Россией . Всадники польской коронной панцирной кавалерии сражались затем в Венской битве в 1683 и в польско — турецкой войне 1683—1699.

## Семья
Первой его женой была Урсула Тереза Мнишек, дочь каштеляна сандецкого Франтишека Бернарда Мнишека и Барбары Стадницкой. Не оставив детей, она умерла в 1668 году.
Во второй раз Константин Кшиштоф взял в жёны Анну Ходоровскую, дочь подкомория литовского Кшиштофа Ходоровского и Катаржины (?Анны) Яблоновской. От этого брака было трое детей: дочь Франтишка (с 1688 года замужем за старостой гощинским Казимиром Тарло) и двое сыновей Януш Антоний и Михаил Серваций. После смерти мужа Анна вышла замуж за маршалка надворного (впоследствии великого) литовского Яна Кароля Дольского и, повторно овдовев, умерла во Львове в 1711 году.